# 東門前町 (名古屋市)
東門前町（ひがしもんぜんちょう）は、愛知県名古屋市東区の地名。

## 歴史

### 沿革
- 慶長期末から万治年間 - この時期に町家が形成された[2]。
- 貞享2年 - 東寺町と称していたが、東門前町と改称される[2]。
- 1878年（明治11年）12月20日 - 名古屋区東門前町となる[3]。この時点で一部が松山町に編入される[4]。
- 1889年（明治22年）10月1日 - 名古屋市成立に伴い、同市東門前町となる[3]。
- 1908年（明治41年）4月1日 - 東区成立に伴い、同区東門前町となる[3]。
- 1944年（昭和19年）2月11日 - 栄区成立に伴い、同区東門前町となる[3]。
- 1945年（昭和20年）11月3日 - 栄区廃止に伴い、中区東門前町となる[3]。
- 1946年（昭和21年）4月15日 - 東区編入に伴い、同区東門前町となる[3]。
- 1976年（昭和51年）1月18日 - 全域が東桜二丁目に編入され、消滅[3]。

## 寺院
- 浄土宗西蓮寺[2]
- 曹洞宗含笑寺[2]
- 曹洞宗永安寺[2]
- 曹洞宗長全寺[2]
- 日蓮宗法華寺[2]
- 日蓮宗本住寺[2]
- 天台宗宝泉寺[2]